# Кендзежинсько-Козельський повіт
Кендзежинсько-Козельський повіт (пол. powiat kędzierzyńsko-kozielski) — один з 11 земських повітів Опольського воєводства Польщі.
Утворений 1 січня 1999 року в результаті адміністративної реформи.

## Загальні дані
Повіт знаходиться у південній частині воєводства.
Адміністративний центр — місто Кендзежин-Козле.
Станом на 1.01.2008 населення становить 101 291 осіб, площа 625,14 км².

## Демографія
Демографічні дані повіту станом на 30.06.2005:
|       | Всього  | Всього | Жінки  | Жінки | Чоловіки | Чоловіки |
| ----- | ------- | ------ | ------ | ----- | -------- | -------- |
|       | осіб    | %      | осіб   | %     | осіб     | %        |
| Повіт | 102 701 | 100    | 52 913 | 51,5  | 49 788   | 48,5     |
| Міста | 65 934  | 100    | 34 081 | 51,7  | 31 853   | 48,3     |
| Села  | 36 767  | 100    | 18 832 | 51,2  | 17 935   | 48,8     |